# 久米民之助
久米 民之助（くめ たみのすけ、文久元年8月27日〈1861年10月1日〉 - 昭和6年〈1931年〉5月24日）は、日本の土木技術者（工学博士）、実業家、政治家。衆議院議員を4期務めた。故郷の群馬県沼田市に沼田公園を寄付し、沼田市名誉市民として顕彰されている。

## 来歴・人物

久米民之助の胸像（群馬県沼田市、沼田公園）

上野国沼田（現在の群馬県沼田市）に生まれた。父は沼田藩士の久米権十郎正章。幼少期に両親を喪ったため、継母に養育される。
1876年（明治9年）6月、上京して慶應義塾に学ぶ。1878年（明治11年）に工部大学校土木科に入学。
1884年（明治17年）に工部大学校土木科を優秀な成績（第一等及第）で卒業。卒業後は高島嘉右衛門の土木事業に参画したという。宮内省に入省し、皇居造営事務局御用掛を拝命。皇居正門石橋の設計に携わった。1886年（明治19年）に工部大学校の助教授となるも同年辞職。大倉喜八郎が経営する大倉組商会（現・大成建設）に入社、佐世保鎮守府開盤工事に従事した。
1887年（明治20年）清国に渡り李鴻章に鉄道建設の急務を説く。1889年（明治22年）まで3年間欧米諸国を視察して見聞を広めた。
1890年（明治23年）久米工業事務所を設立。その後大正の前半にかけて日本、台湾、朝鮮の鉄道工事を数多く手がけた。山陽本線、山陰本線、御殿場線、横須賀線、筑豊線、唐津線、台湾縦貫線などがその代表的なものである。ほかにも1902年（明治35年）代々木商会を創業し、マニラから技師・職工を招聘してタバコ、葉巻の製造販売を手がけた。1913年（大正2年）には台湾製氷株式会社を創立。さらに生命保険会社の経営などの事業をも展開、久米の事業の多くは成功を収めた。
久米は1898年（明治31年）に行われた第5回衆議院議員総選挙に当選、その後1903年（明治36年）の第8回衆議院議員総選挙まで以後も軍部の推薦もあって連続4回当選を果たした。しかし実業への関心が第一であった久米にとって議員生活への執着は薄く、1904年（明治37年）の第9回衆議院議員総選挙に際してライバルの立候補が決まるや立候補を断念、その後大正時代にも地元で久米の擁立が図られたが、実現しなかった。久米の政治家生活は5年あまりという短期間に終わった。
明治時代後期まで久米が住んだ邸宅は代々木にあったが、1909年（明治42年）に同地に代々木練兵場が設置されることが決まると久米は土地を無償で提供した。その後に住んだ代々木上原の自邸は敷地面積4万坪ほどもあり、趣味である能の舞台をあつらえた豪華さで代々木御殿と呼ばれたという。宮内省内匠頭であった片山東熊に依頼、建物の一部は木子幸三郎がかかわったたもので、木造日本建築の御殿の他、鉄筋コンクリート造の西洋館が建てられていた。庭園は宮内省技師・市川之雄の設計によるもので、8畳大の笠石の巨大な燈籠があり庭で鴨撃ちができたという。

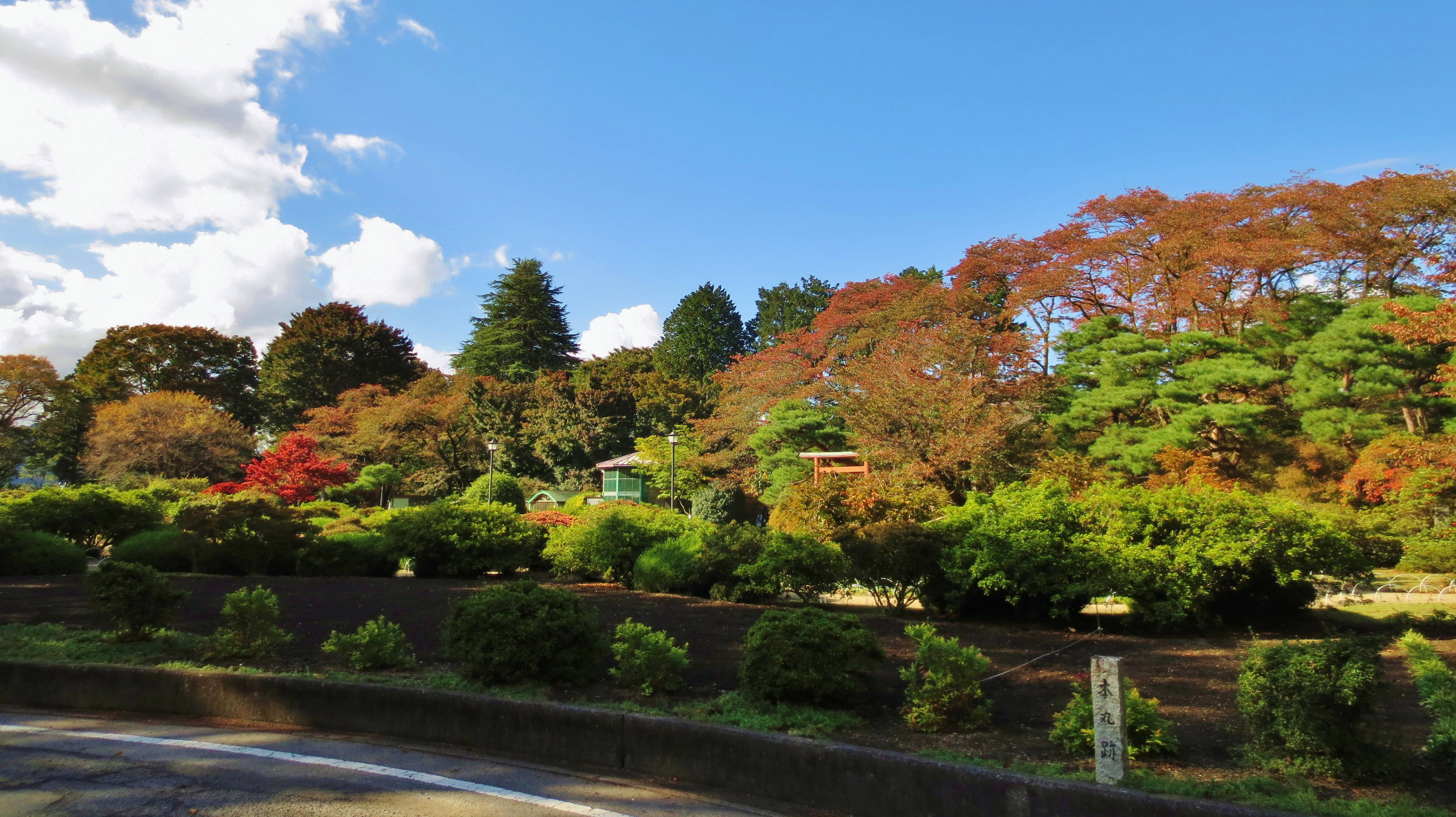
沼田公園

1917年（大正6年）、故郷の沼田城址が荒廃していたことを嘆き、この地を公園とすることを決意。7ヘクタールの土地を買収して自ら指揮をとり公園として整備、1926年（大正15年）に沼田町に寄付をした。久米は「寿楽園」と名づけるつもりだったとされ、園内に「寿楽園」の碑が残るが、市民によって久米公園と称され、現在は沼田公園となっている。沼田公園は現在も沼田市民の憩いの場として親しまれており、公園内には久米の胸像や遺徳顕彰碑も設けられている。

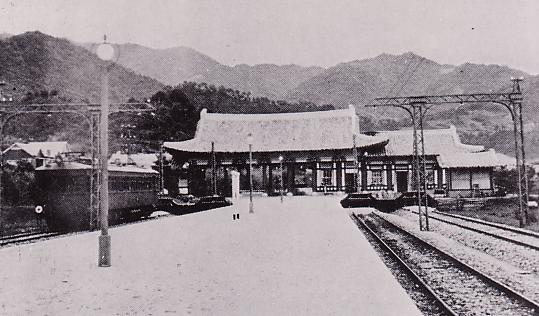
金剛山電気鉄道終点・内金剛駅

1918年（大正7年）、久米は朝鮮半島の金剛山とその周辺を視察した。当時の金剛山は交通の便が極めて悪く、景勝地でありながら訪れる人も極めて少なかった。久米は朝鮮半島の東側が急で西側がゆるやかな地形に着目した。西側に流れる水をトンネルで東側に導き、水力発電を行ってその電力で金剛山まで電気鉄道を走らせることが出来ないだろうかと考えたのだ。早速専門家に委託して事業の実現可能性を検討し、有望な事業であるとの結果が出るや会社設立に奔走、1919年（大正8年）に金剛山電気鉄道株式会社を設立し、自ら社長に就任した。金剛山電気鉄道は会社設立直後、第一次世界大戦後の不況の影響をまともに受け、その上に鉄道の営業開始直前に関東大震災が発生して、電車用の電動発電機が震災で発生した火事で焼失してしまうなど経営に苦労した。久米は代々木御殿を紀州徳川家に売却、その資金を金剛山電気鉄道の運転資金に充てるなど経営に尽力した。その結果1931年（昭和6年）7月1日、金剛山電気鉄道は完成するが、久米は完成を見ることなく病没した。
晩年は、金剛山の観光開発に実業家人生の最後の情熱を注いでいた。例えば金剛山の登山コース整備や、金剛山協会という金剛山の保護と宣伝を行う機関の創設に尽力した。その功績が認められ、久米の遺骨の一部は金剛山の麓に建立された久米の顕彰碑の下に分骨され、金剛山の最高峰、毘盧峰直下に建てられた山小屋は久米の名を取って「久米山荘」と名づけられた。しかし朝鮮半島の南北分断、朝鮮戦争の結果、金剛山電気鉄道は廃線となり、金剛山の観光開発に久米が尽力したことも忘れ去られた。
1919年（大正8年）工学博士。

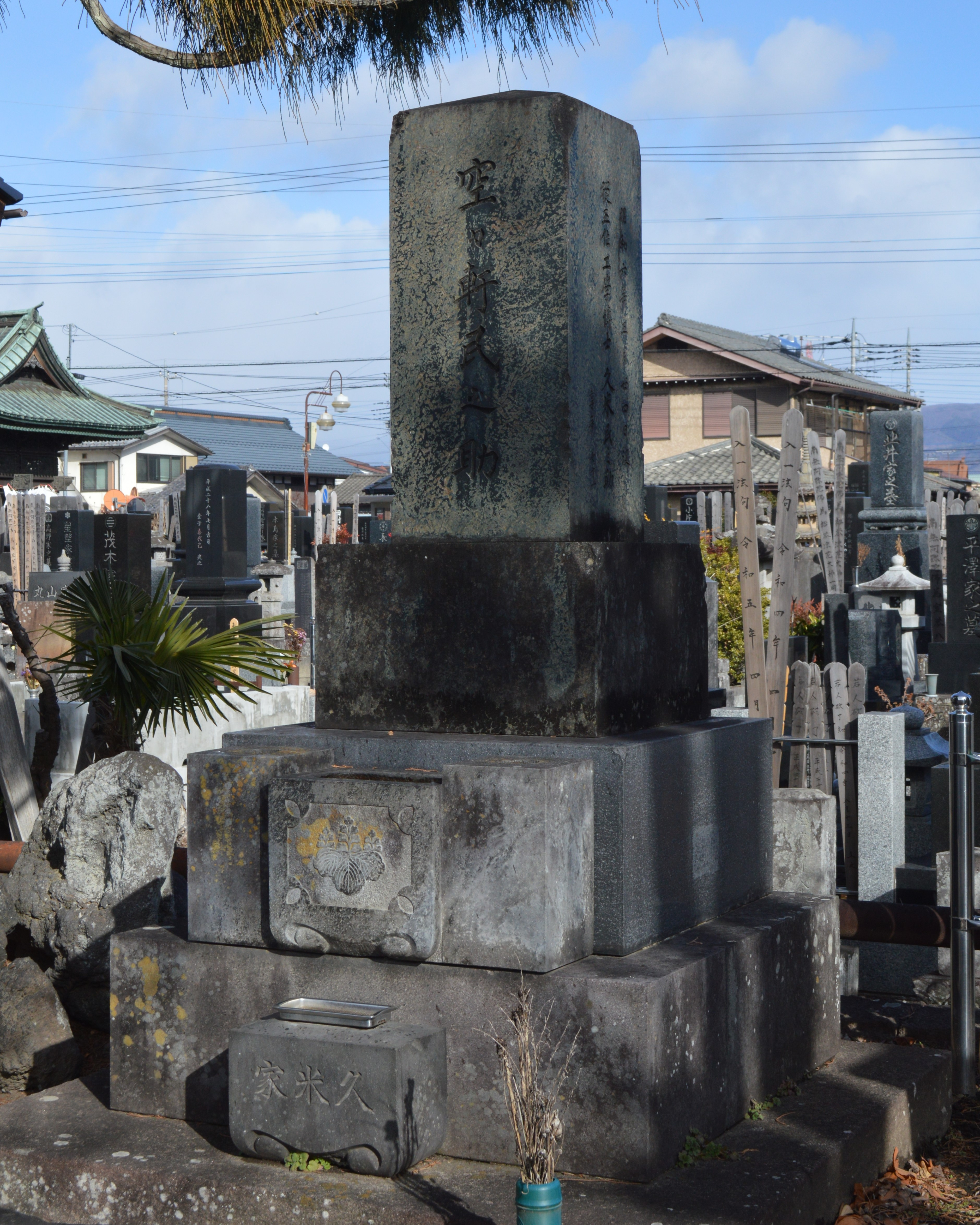
正覚寺（沼田市鍛冶町）にある久米民之助の墓。

1931年（昭和6年）病没。墓所は沼田市鍛冶町の正覚寺、東京都渋谷区の瑞円寺。戒名は真徳院殿空々軒玄玄如泡居士。死去に際し従五位叙位。
1989年11月、沼田市名誉市民として顕彰される。

## 家族
久米の長女である万千代は2歳の時に五島惣兵衛の養女となって五島姓を名乗ることになった。これは久米の父方祖母の実家、沼田藩士五島家が後継者がなく絶家となっていたが、万千代が五島姓を名乗り再興することになったものである。万千代は1912年（明治45年/大正元年）に小林慶太と見合い結婚をした。小林慶太は結婚と同時に五島慶太となる。五島昇は外孫にあたる。久米の長男の民十郎は画家となって将来を嘱望されていたが関東大震災で夭折、次男の権九郎は建築家として成功し、久米建築事務所（現在の久米設計）を設立した。三男に平八郎、五男の正七郎は服飾衣料業を営み、久米商店（現在の久米事務所）を設立している。五女の清子は畑井新喜司の長男・勇に嫁いだ。